# بيرسيفال (منحوتة)

بيرسيفال هو منحُوتة عامة من قبل الفنانة البريطانية سارة لوكاس عضوة في حركة الفنانين الشباب، تقع المنحوتة في حديقة أسباير، الدوحة، قطر. بيرسيفال هو الجزء الوحيد من الفن العام الذي قامت به سارة لوكاس.